# 리카르도 비달

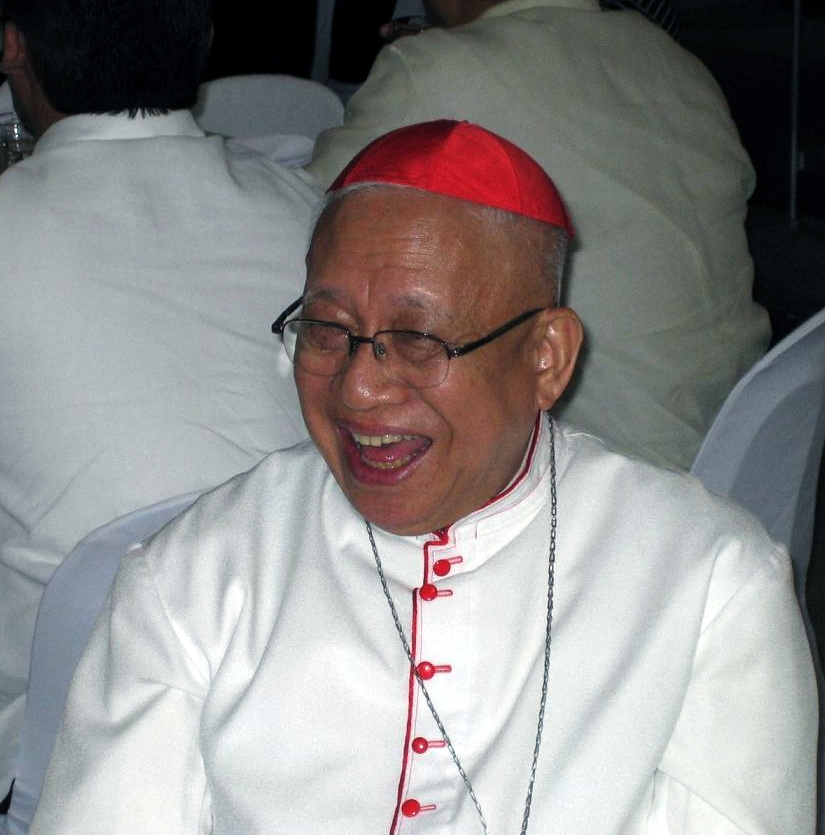

리카르토 티토 자민 비달(Ricardo Tito Jamin Vidal, 1931년 2월 6일 - 2017년 10월 18일)은 필리핀의 로마 가톨릭교회 추기경이다. 1985년 추기경에 서임됐으며, 1982년부터 2010년까지 세부 대교구장을 지냈다.